# Villárdiga
Villárdiga est une municipalité espagnole de la communauté autonome de Castille-et-León et de la province de Zamora. En 2015, elle compte 87 habitants.

## Histoire
Villárdiga est une ancienne commanderie de l'ordre du Temple qui faisait partie de la province templière de Castille, León et Portugal dont dépendait entre autres le fief de Pajares de la Lampreana.

## Source
- (es) Cet article est partiellement ou en totalité issu de l’article de Wikipédia en espagnol intitulé « Villárdiga » (voir la liste des auteurs).
- (es) Gonzalo Martínez Díez, Los Templarios en Los Reinos de España, Plan  eta, 2001, 463 p. (présentation en ligne)

1. ↑  (es) C. Pereira Martínez, « Panorámica de la Orden del Temple en la Corona de Galicia-Castilla-León », Criterios, res publica fulget: revista de pensamiento político y social, no 6,‎ 2006, p. 173-204 (lire en ligne)